# Велика Майна
Великата Майна (на гръцки: Μεγάλη Μαΐνη) е средновековна крепост на полуостров Мани (Майна), Лакония, за чието точно местоположение продължават да се водят научни спорове. Според „Морейската хроника“ около 1248-1250 г. Гийом II дьо Вилардуен, княз на Ахея, с цел да контролира проходите в планинските вериги на южната част на Тайгет, предпазвайки ги от милингите живеещи в дивите клисури – издига тази крепост.
Великата Майна е една от трите главни крепости на Морея, заедно с крепостите Мистра и Монемвасия. След поражението на франките в Пелагонийската битка, крепостта е предадена на византийците през 1262 г. в замяна на освобождаването на Гийом II дьо Вилардуен и неговите рицари и се превръща в защитен гръбнак на Морейското деспотство (1262-1460 г.)